# Championnat de Biélorussie de football 2013
Navigation
Saison 2012 Saison 2014
La saison 2013 du Championnat de Biélorussie de football est la 23e édition de la première division biélorusse. 
Le format de la compétition change à partir de cette saison. Les équipes s'affrontent d'abord dans une poule unique, en matches aller-retour, puis deux poules de six équipes sont formés (une poule pour déterminer le champion et les qualifiés en coupe d'Europe et une autre pour déterminer le club relégué et le barragiste) et une nouvelle cession de matches aller-retour a lieu entre équipes d'une même poule, chaque équipe conservant les points acquis lors de la première partie du championnat. En fin de saison, le 11e disputera un barrage face au vice-champion de 2e division.
C'est le tenant du titre, le FC BATE Borisov, qui s'impose à nouveau cette saison après avoir terminé en tête du classement, avec neuf points d'avance sur le Chakhtior Soligorsk, vainqueur de la Coupe et treize sur le Dynamo Minsk. Il s'agit du dixième titre de champion de Biélorussie du BATE Borisov.

## Les 12 clubs participants
| - FK Dynamo Minsk - FK Minsk - FK Gomel - FC Brest - Torpedo Jodzina - FK Neman Grodno | - FK Belshina Babrouïsk - Naftan Novopolotsk - FK Slaviya Mozyr - Chakhtior Soligorsk - FC BATE Borisov - FK Dnepr Moguilev - Promu de D2 |

## Compétition
Le barème de points classique est appliqué pour cette compétition :
- Victoire : 3 points
- Match nul : 1 point
- Défaite : 0 point

Les critères de départage en cas d'égalité sont, en priorité décroissante, le nombre de victoires, les confrontations entre les équipes concernées (points, matchs gagnés, différence de buts, buts marqués), la différence de buts générale et enfin le nombre de buts marqués. 

### Première phase

#### Classement
| Rang | Équipe                | Pts | J  | G  | N | P  | Bp | Bc | Diff |
| ---- | --------------------- | --- | -- | -- | - | -- | -- | -- | ---- |
| 1    | Chakhtior Soligorsk   | 49  | 22 | 15 | 4 | 3  | 35 | 13 | +22  |
| 2    | FC BATE Borisov T     | 48  | 22 | 15 | 3 | 4  | 46 | 17 | +29  |
| 3    | FK Dynamo Minsk       | 34  | 22 | 9  | 7 | 6  | 30 | 26 | +4   |
| 4    | FK Gomel              | 34  | 22 | 9  | 7 | 6  | 25 | 20 | +5   |
| 5    | Neman Grodno          | 30  | 22 | 8  | 6 | 8  | 23 | 23 | 0    |
| 6    | Torpedo Jodzina       | 28  | 22 | 8  | 4 | 10 | 26 | 28 | -2   |
| 7    | FK Belshina Babrouïsk | 28  | 22 | 7  | 7 | 8  | 24 | 28 | -4   |
| 8    | FK Minsk              | 25  | 22 | 6  | 7 | 9  | 21 | 27 | -6   |
| 9    | FC Brest              | 24  | 22 | 6  | 6 | 10 | 19 | 30 | -11  |
| 10   | FK Dnepr MoguilevP    | 23  | 22 | 6  | 5 | 11 | 21 | 29 | -8   |
| 11   | Naftan Novopolotsk    | 21  | 22 | 4  | 9 | 9  | 19 | 29 | -10  |
| 12   | FK Slaviya Mozyr      | 16  | 22 | 3  | 7 | 12 | 16 | 33 | -17  |

|  | Qualification pour la Poule des 6 premières places                                     |
|  | Qualification pour la Poule des 6 dernières places                                     |
|  | T : Tenant du titre C : Vainqueur de la Coupe de Biélorussie P : Promu de First League |

#### Matchs
| Résultats (▼dom., ►ext.)                                   | BAT | BSH | DBR | DMI | DNE | GOM | MIN | NAF | NEM | SHA | SLA | JOD |
| FC BATE Borisov                                            |     | 2-0 | 3-2 | 1-1 | 3-1 | 1-2 | 2-1 | 3-0 | 2-0 | 4-0 | 6-1 | 2-0 |
| FK Belshina Babrouïsk                                      | 0-1 |     | 1-0 | 1-1 | 3-1 | 1-1 | 0-0 | 1-0 | 2-2 | 1-1 | 2-2 | 1-3 |
| FC Brest                                                   | 0-0 | 1-0 |     | 0-2 | 2-0 | 1-1 | 1-1 | 2-1 | 1-1 | 0-1 | 1-0 | 2-1 |
| FK Dynamo Minsk                                            | 1-2 | 2-0 | 3-2 |     | 2-1 | 1-0 | 3-0 | 1-1 | 0-2 | 1-1 | 0-0 | 1-2 |
| FK Dnepr Moguilev                                          | 2-1 | 0-1 | 0-0 | 2-0 |     | 2-1 | 2-2 | 1-2 | 3-1 | 2-0 | 1-0 | 0-4 |
| FK Gomel                                                   | 3-2 | 1-3 | 2-0 | 1-2 | 0-0 |     | 2-0 | 1-1 | 2-0 | 0-1 | 2-1 | 0-0 |
| FK Minsk                                                   | 0-1 | 2-1 | 2-0 | 1-2 | 1-0 | 0-0 |     | 1-2 | 1-0 | 0-1 | 1-1 | 0-0 |
| Naftan Novopolotsk                                         | 1-5 | 3-3 | 1-2 | 0-0 | 2-1 | 0-0 | 1-1 |     | 0-0 | 0-1 | 0-0 | 0-2 |
| FK Neman Grodno                                            | 2-1 | 2-1 | 2-0 | 3-1 | 1-1 | 2-0 | 0-2 | 1-0 |     | 0-1 | 2-0 | 1-1 |
| Chakhtior Soligorsk                                        | 0-0 | 3-0 | 5-0 | 1-1 | 2-0 | 0-1 | 4-1 | 2-0 | 2-0 |     | 2-1 | 2-1 |
| FK Slaviya Mozyr                                           | 0-1 | 0-1 | 1-1 | 3-2 | 0-0 | 1-2 | 2-3 | 1-1 | 1-0 | 0-2 |     | 0-3 |
| Torpedo Jodzina                                            | 0-3 | 0-1 | 2-0 | 2-3 | 1-0 | 1-3 | 2-1 | 0-3 | 1-1 | 0-3 | 0-1 |     |
| - Victoire à domicile - Match nul - Victoire à l'extérieur |     |     |     |     |     |     |     |     |     |     |     |     |

### Deuxième phase

#### Poule pour le titre
| Rang | Équipe               | Pts | J  | G  | N | P  | Bp | Bc | Diff |
| ---- | -------------------- | --- | -- | -- | - | -- | -- | -- | ---- |
| 1    | FC BATE BorisovT     | 67  | 32 | 21 | 4 | 7  | 61 | 25 | +36  |
| 2    | Chakhtior SoligorskC | 58  | 32 | 17 | 7 | 8  | 44 | 26 | +18  |
| 3    | FK Dynamo Minsk      | 54  | 32 | 15 | 9 | 8  | 44 | 33 | +11  |
| 4    | FK Neman Grodno      | 47  | 32 | 13 | 8 | 11 | 37 | 30 | +7   |
| 5    | Torpedo Jodzina      | 42  | 32 | 12 | 6 | 14 | 33 | 38 | -5   |
| 6    | FK Gomel             | 40  | 32 | 11 | 7 | 14 | 34 | 40 | -6   |

|  | Qualification pour la Ligue des champions 2014-2015                     |
|  | Qualification pour le 2e tour préliminaire de la Ligue Europa 2014-2015 |
|  | T : Tenant du titre C : Vainqueur de la Coupe de Biélorussie            |

#### Poule de relégation
| Rang | Équipe                   | Pts | J  | G  | N  | P  | Bp | Bc | Diff |
| ---- | ------------------------ | --- | -- | -- | -- | -- | -- | -- | ---- |
| 7    | FK Belshina Babrouïsk -6 | 47  | 32 | 15 | 8  | 9  | 42 | 38 | +4   |
| 8    | FC Brest                 | 40  | 32 | 11 | 7  | 14 | 32 | 41 | -9   |
| 9    | FK Minsk                 | 38  | 32 | 10 | 8  | 14 | 36 | 40 | -4   |
| 10   | Naftan Novopolotsk       | 37  | 32 | 9  | 10 | 13 | 29 | 41 | -12  |
| 11   | FK Dnepr MoguilevP       | 33  | 32 | 9  | 6  | 17 | 28 | 42 | -14  |
| 12   | FK Slaviya Mozyr         | 23  | 32 | 5  | 8  | 19 | 24 | 47 | -23  |

|  | Participation au barrage de promotion-relégation                                       |
|  | Relégation en First League (D2)                                                        |
|  | T : Tenant du titre C : Vainqueur de la Coupe de Biélorussie P : Promu de First League |

#### Barrage de promotion-relégation
À la fin du championnat, le 11e du classement affronte le 2e de deuxième division lors d'un duel en matchs aller et retour. 
| Équipe 1          | Résultat | Équipe 2         | Aller | Retour |
| ----------------- | -------- | ---------------- | ----- | ------ |
| FK Dnepr Moguilev | 3 - 1    | FK Gorodeya (D2) | 3 - 1 | 0 - 0  |

- Les deux formations se maintiennent dans leur championnat respectif.

## Meilleurs buteurs
| Rang | Joueur             | Club                  | Buts |
| ---- | ------------------ | --------------------- | ---- |
| 1    | Vitali Rodionov    | BATE Borisov          | 14   |
| 2    | Dzmitry Asipenka   | Chakhtior Soligorsk   | 12   |
| 3    | Anton Matsveenka   | FK Gomel              | 10   |
| 3    | Aleksandr Pavlov   | BATE Borisov          | 10   |
| 3    | Nikolay Signevich  | FC Brest              | 10   |
| 3    | Hernán Figueredo   | FK Dynamo Minsk       | 10   |
| 7    | Raman Vasilyuk     | FK Minsk              | 9    |
| 7    | Mikhail Gordeichuk | FK Belshina Babrouïsk | 9    |
| 7    | Denis Laptev       | FK Slaviya Mozyr      | 9    |
| 7    | Pavel Sitko        | Chakhtior Soligorsk   | 9    |

## Bilan de la saison
| Championnat de Biélorussie de football 2013                |                          |
| Champion                                                   | BATE Borisov (10e titre) |
| Coupes et trophées                                         |                          |
| Vainqueur de la Coupe de Biélorussie de football 2013-2014 | Chakhtior Soligorsk      |
| Vainqueur de la Supercoupe de Biélorussie 2013             | FC BATE Borisov          |
| Qualifications continentales                               |                          |
| Ligue des champions 2014-2015 (2e tour qualificatif)       | FC BATE Borisov          |
| Ligue Europa 2014-2015 (2e tour qualificatif)              | Chakhtior Soligorsk      |
| Ligue Europa 2014-2015 (2e tour qualificatif)              | FK Dynamo Minsk          |
| Ligue Europa 2014-2015 (2e tour qualificatif)              | FK Neman Grodno          |
| Promotions et relégations                                  |                          |
| Promus en Premier League                                   | FK Slutsk                |
| Relégués en First League                                   | FK Slaviya Mozyr         |